# بريتش ليلاند
بريتش ليلاند (بالإنجليزية: British Leyland)‏ هي شركة سيارات بريطانية، تأسست في 1968. يقع مقرها في برمنغهام.